# راسيل شو
راسيل شو (بالإنجليزية: Russell Shaw)‏ هو لاعب كرة قدم أمريكية أمريكي، ولد في 25 فبراير 1976 في لوس أنجلوس في الولايات المتحدة.